# 続サラリーマン清水港
『続サラリーマン清水港』（ぞくサラリーマンしみずみなと）は、1962年3月7日に東宝系で公開された日本映画である。カラー。東宝スコープ。

## 概要
『社長』シリーズ第13作。本作では、業績が傾いた「神戸屋」を、主人公・山本長五郎が立て直そうと悪戦苦闘する話となる。
前作に出演し、次作『社長洋行記』からレギュラーとなるフランキー堺は出演しないが、本作のみ河津清三郎と宝田明と志村喬が助演している。

## ストーリー
焼酎「清水湊」が邱六漢に売れ、運気も上昇して来た「株式会社清水屋」は、次のステップとして、商売敵「黒駒醸造」と都市対抗野球の静岡県代表の座を争った。だが社長の山本長五郎、監督の大柾専務、応援団長の小政工場長と石井松太郎秘書課長の奮闘空しく、最終回で逆転負けした。長五郎たちはその夜、長五郎の親友・吉良仁吉が経営する酒蔵「三州屋」で自棄酒パーティーとなった。だがふと見ると、清水屋の特級清酒「次郎長正宗」が置いていない。その事で仁吉と長五郎は大喧嘩。憤懣やるかたない長五郎は「バタフライ」へ河岸を変えた。そこで長五郎は、大阪府は灘の酒造会社「神戸屋」の若社長・神田長吉と出会う。だが長吉は、日頃長五郎が思いをかけていたマダム蝶子と婚約する事となり、長五郎大ショック!その上長五郎は長吉から融資を頼まれた。というのも、最近神戸屋は業績が悪く、地元の銀行「安濃徳銀行」から5000万円借金していたのだが、返済期日が近く、このままでは潰れてしまうのだ。その上頭取の安濃徳次郎を抱き込んで、神戸屋を手中にしようとする輩が現れた。それが何と黒駒醸造だったのだ。それを知った長五郎は、神戸屋を助ける事にした。
ところが起こった大事件!! 折からの集中豪雨で清水の工場は水浸し、早速復旧工事と相成ったのだが、資金の大半を使い果たし、神戸屋救済まで手が回らなくなった。こうなったら安濃徳銀行との直接交渉で、返済期日を延ばすしかない。長五郎と石松は大阪へ出発した。そこへ仁吉が後を追い、「その5000万円はアッシが出しましょう」と進言したが、長五郎は応じず安濃徳銀行へ出発した。
さて宿で長五郎の帰りを待つ石松だが、ガールフレンドの秘書・妙子は居候の追分に取られ、都田物産の娘・京子との恋も事故続きで空振り状態、すっかりしょげてしまう石松。そこへ京子がやって来た。しかも仁吉は京子の叔父だと言う。早速石松は一計を案ずる。やがて夜、安濃徳銀行との交渉が失敗した長五郎に、石松は「よろしくと仁吉に頭を下げて欲しい」と頼む。すると仁吉は5000万円の小切手を出した。全ては石松・京子の作戦だった。次の日長五郎は神戸屋に行くと、案の定安濃徳と黒田社長が来ている。長五郎は安濃徳に小切手を渡して2人を追い返し、勝負を決めたのであった。

## スタッフ
- 製作：藤本真澄
- 脚本：笠原良三
- 監督：松林宗恵
- 撮影：西垣六郎
- 編集：岩下広一
- 音楽：神津善行
- 美術：浜上兵衛
- 照明：西川鶴三
- 録音：矢野口文雄
- スチル：高木暢二
- 助監督：岩内克己

## 出演者
- 山本長五郎：森繁久彌
- 山本蝶子：久慈あさみ
- 石井松太郎：小林桂樹
- 石井てつ：英百合子
- 大柾専務：加東大介
- 小政工場長：三木のり平
- 追分進吾：夏木陽介
- 青木妙子：藤山陽子
- マダム千代子：草笛光子
- 芸者〆蝶：新珠三千代
- 黒田駒造：東野英治郎
- 吉良仁吉：河津清三郎
- 都田京子：司葉子
- 神田長吉：宝田明
- 安濃徳次郎：志村喬
- 大岩：藤木悠
- とく子：丘照美
- 大瀬：石田茂樹
- 法印：児玉清
- 増川：井上大助
- 小岩：坂本晴哉
- バスの中の男：宮田洋容
- 社長運転手：沢村いき雄
- 「バタフライ」のホステス：塩沢とき
- 新聞配達：大沢健三郎
- 岩本弘司

## 同時上映
『旅愁の都』
- 脚本：井手俊郎／監督：鈴木英夫／主演：宝田明／宝塚映画作品

## 参考資料
- キネマ旬報